# طالن
الطالن أو التلنت (باللاتينية: talentum، من اليونانية: τάλαντον talanton) هي وحدة قياس قديمة للوزن تساوي وزن الماء اللازم لملئ أمفورة. كان الطالن الأطيقي أو اليوناني يعادل 26 كغ، والطالن الروماني 32.3 كغ، والطالن المصري 27 كغ، والطالن البابلي 30.3 كغ.